# Danilo Larangeira
Danilo Larangeira (São Bernardo do Campo, 10 de maio de 1984) é um futebolista brasileiro que atua como zagueiro. Atualmente, está sem clube.

## Carreira

### Paulista
Danilo iniciou sua carreira pelo Paulista, onde foi vice-campeão paulista em 2004.

### Atlético-PR
Chegou ao Atlético Paranaense no início de 2005, após boas atuações pelo clube paulista. Pelo clube paranaense, foi campeão paranaense e vice-campeão da Libertadores, ambos no ano de 2005.

### Palmeiras
Em dezembro de 2008, assinou contrato de empréstimo de um ano com o Palmeiras, que cedeu o atacante Jorge Preá para o clube paranaense. Fez sua estreia em janeiro do ano seguinte, na primeira partida da temporada, contra o Santo André, em vitória pelo Campeonato Paulista por 1–0.
Em setembro de 2009, Danilo estaria impedido de enfrentar seu ex-clube, o Atlético-PR, pelo Campeonato Brasileiro devido a uma cláusula em seu contrato de empréstimo, sob multa de R$100 mil. Entretanto, o Palmeiras arcou com as despesas e viu o zagueiro ser fundamental na vitória por 2–1, ao marcar um dos gols e impedir o gol de empate nos minutos finais.
No fim do mesmo ano, Danilo assinou um contrato definitivo com o clube alviverde, após o mesmo exercer o direito de compra e pagar €1 milhão pela sua contratação.

### Udinese
Em fevereiro de 2011, foi confirmado seu acerto com a Udinese, da Itália. Entretanto, por problemas burocráticos, a inscrição do atleta não pôde ser feita antes do fechamento da janela europeia. Com isso, foi acertado o empréstimo do jogador por 6 meses com o time paulista. Em junho, foi liberado pelo Palmeiras para se apresentar à Udinese.
Pelo alvinegro italiano, Danilo garantiu a titularidade rapidamente e fez mais de 280 jogos em sete temporadas. Na temporada 2011–12, temporada em que a Udinese ficou em terceiro no Campeonato Italiano, o zagueiro foi o jogador de linha que mais atuou no campeonato e ajudou a equipe a ter a terceira defesa menos vazada. Foi escolhido como o vice-capitão da equipe atrás do ídolo Antonio Di Natale.
Em dezembro de 2015, o empresário do atleta, Márcio Rivellino, comentou sobre a expectativa do zagueiro ser convocado para a seleção italiana.

### Bologna
Em agosto de 2018, foi afastado do clube bianconeri ao desentender-se com o então técnico Daniele Pradè. Eventualmente, semanas depois, assinou contrato com o Bologna.
Danilo saiu do Bologna no final da temporada 2020–21, quando o time italiano decidiu não renovar seu contrato.

### Parma
Em 31 de agosto de 2021, assinou por uma temporada com o Parma.

## Polêmicas
Em abril de 2010, jogando pelo Palmeiras durante uma partida da Copa do Brasil contra o Atlético-PR, Danilo foi visto ofendendo de "macaco" o zagueiro Manoel, do clube paranaense. O Atlético-PR abriu inquérito após a partida acusando o zagueiro de racismo.
Em janeiro de 2013, Danilo foi inicialmente condenado a 1 ano de reclusão, com multa. Entretanto, a prisão foi revertida em prestação pecuniária equivalente a quinhentos salários mínimos (na época, R$366 mil) que deverão ser entregues à uma entidade pública ou privada com destinação social. Este caso entra para a história do futebol brasileiro, como sendo o primeiro em que o réu receberá uma punição mais ampla.
Em maio de 2015, após tentativa de recurso de Danilo, a pena inicial foi reduzida e ficou determinado que o atleta deveria pagar 100 salários mínimos, equivalente a R$ 78,8 mil.

## Títulos
Ituano
- Campeonato Brasileiro - Série C: 2003

Atlético-PR
- Campeonato Paranaense: 2005

### Outras Conquistas
Palmeiras
- Taça Osvaldo Brandão: 2009
- Torneio Gustavo Lacerda Beltrame: 2010

### Campanhas em Destaque
Atlético-PR
- Copa Libertadores da América: 2005 (2º colocado)
- Campeonato Paranaense: 2008 (2º colocado)

## Prêmios Individuais
Palmeiras
- Troféu Mesa Redonda - Melhor Zagueiro do Campeonato Brasileiro de Futebol: 2009 [25]
- CBF - Segundo Melhor Zagueiro Central do Campeonato Brasileiro de Futebol: 2009 [26]